# Платон Банялучки
Платон (на сръбски: Платон или Platon) е сръбски духовник, почитан като светец. Той е викарен моравишки епископ (1936 - 1938), охридско-битолски епископ (1938 - 1939) и банялучки епископ (1939 - 1941) на Сръбската православна църква. Убит от усташкото правителство в Независимата хърватска държава по време на Втората световна война, в 1998 година Сръбската православна църква го канонизира за светец.

## Биография
Роден е в 1874 година в Белград, Сърбия, със светското име Миливое Йованович (Миливоје Јовановић/Milivoje Jovanović) в семейството на херцеговеца поручик от пехотата Илия Йованович и Йелка, по баща Соколович. Учи гимназия във Враня и Ниш, след което се записва в Белградската семинария, като в третия ѝ клас се замонашва. След завършването си е ръкоположен за дякон и презвитер и в 1896 година става събрат в Сръбския подвор в Москва. Записва се в Московската духовна академия и в 1901 година я завършва като кандадат по богословие. Завръща се в Сърбия и става старейшина на манастира Раиновац, а по-късно преподавател в Белград. Преподава в Алексинац и Ягодина и става сингел, протосингел и архимандрит.
От рано започва да се занимава с книжовно дело. В Белград е член на редакцията на „Християнски вестник“, а след това редактор на „Гласник Православне цркве“ – официалният орган на сръбската църква. През Балканската война в 1912 година е бригаден свещеник, а по време на Първата световна война е военен протойерей, като за кратко е администратор на Охридска епархия. При разгрома на Сърбия не се оттегля с армията, а остава в страната.
След края на войната Платон е пенсиониран от политическите си противници и работи първо в столарска работилница, а после в печатница в Белград. В 1922 година е назначен за управител на Монашеското училище и настоятел на манастира Раковица, в който изгражда печатница. Уволнен е и заминава за Ниш по покана на митрополит Доситей Нишки, където се опитва да стане преподавател, но безуспешно и затова става настоятел на Погановския манастир. Издава вестник „Веролюб“. След избора на патриарх Варнава става управител на манастирската печатница в Сремски Карловци (1932 - 1938) и редактор на „Гласник Српске патриаршие“ (1932 - 1938). В Сремски Карловци в 1933 година стартира детския религиозен вестник „Мали Боголюб“. Участва в конкордатната борба и издава единствения брой на „Стари Небойша“. Успоредно на задълженията си в Сремски Карловци Платон е старейшина на манастира Крушедол (1934 - 1936). В 1936 година е избран за викарен моравишки епископ и е ръкоположен в Сремски Карловци на 4 октомври 1936 годиа от патриарх Варнава и митрополитите Доситей Загребски и Антоний, глава на Руската задгранична църква, и епископите Ириней Бачки, Сава Сремски и Макарий Бостънски.
На 22 юни 1938 година е избран за охридско-битолски епископ в Битоля. Платон напада своя предходник на катедрата и се сблъсква със съпротивата на енорийските свещеници. Поради тази причина не успява да се задържи дълго на престола – направени са опити за пенсионирането му, но на 8 декември 1939 година е преместен в Баня Лука. Кралският указ е подписан на 6 април 1940 година, но ситуацията около Платон остава бурна и той пристига в Баня Лука на 1 октомври 1940 година без официално встъпване в длъжност.
Паството в Баня Лука е доволно от Платон. След окупацията, когато Босна попада в Независимата хърватска държава, на 4 май на епископ Платон е наредено да напусне страната. Той се обръща към католическия епископ Йосип Гарич за интервенция да му бъдат отпуснати още 2 – 3 дена и той му отговаря да бъде спокоен. В нощта на 4 срещу 5 май 1941 година Платон е арестуван заедно с архиерейския наместник Душан Суботич. Двамата са убити и телата им са изхвърлени в река Върбаня. Тялото на епископ Платон е открито на 23 май. Погребан е първоначално във военното гробище в Баня Лука, а в 1973 година е препогребан в съборната църква „Христос Спасител“. В 1998 година на редовно заседание на Светия синод Платон Банялучки е обявен за свещеномъченик и името му влиза в Именослова на светците на Сръбската православна църква.
- Кивотът с мощите на епископ Платон в „Христос Спасител“
- Паметна плоча в „Христос Спасител“
- Храмът „Свещеномъченик Платон“ във Върбаня